# Hans Maier (waterpolospeler)
Hans Maier (Madioen, 11 juli 1916 – Den Haag, 29 november 2018) was een waterpolospeler uit Nederland. Hij nam deel aan de Olympische Spelen in 1936 in Berlijn.

## Levensloop
Maier groeide op in Nederlands-Indië en begon zijn sportcarrière als zwemmer. Op de schoolslag hanteerde hij een afwijkende beenslag waardoor hij sneller kon zwemmen dan veel van zijn concurrenten. In juni 1935 brak hij het Nederlands record op de 100 meter schoolslag met vier seconden. De jury beraadde zich achteraf of het record erkend moest worden. Omdat nergens in de reglementen stond dat de techniek die Maier gebruikte niet was toegestaan werd het record erkend. Vanwege de discussie rondom zijn zwemtechniek werd Maier niet opgenomen in wedstrijdselecties voor internationale toernooien.
In de winter van 1935-36 zag waterpolobondscoach Frans Kuyper Maier spelen in het derde team van Het Y in Amsterdam. Het viel hem op dat Maier hoog boven het water uitkwam en daardoor goed was in het onderscheppen van ballen. Hij nam Maier vervolgens op in de nationale selectie die zich voorbereidde op de Spelen in Berlijn. Tijdens het toernooi speelde Maier alle zeven wedstrijden. Het team eindigde uiteindelijk op de vijfde plaats.
Na zijn studie economie ging hij aan de slag als directiesecretaris bij Van Gend & Loos in Utrecht. In 1946 trad hij in dienst van Shell en werd later financieel manager van de chemische tak van Shell.
Maier huwde in 1944 en kreeg twee dochters. Hij werd in juli 2016 door de Volkskrant de allerlaatste nog levende Nederlandse deelnemer van de Olympische Zomerspelen 1936 in Berlijn genoemd. Hans Maier overleed op 29 november 2018.
Kees van Aelst · 
Lex Franken · 
Ru den Hamer · 
Jan van Heteren · 
Hans Maier · 
Soesoe van Oostrom Soede · 
Gé Regter · 
Herman Veenstra · 
Joop van Woerkom